# Grigorij Suljomin
Grigorij Vladimirovič Suljomin (Sulemin) (* 26. října 1986) je ruský zápasník – judista a sambista.

## Sportovní kariéra
S judem/sambem začínal v rodném Bratsku pod vedením svého otce Vladimira. Vrcholově se připravoval v Ťumeni ve sportovním tréninkovém centru Dinamo. V ruské judistické reprezentaci se pohyboval od roku 2006 v polostřední váze do 81 kg. V olympijském roce 2008 jeho sportovní kariéru přerušilo vážné zranění kolene, po kterém rok a půl nezávodil. Do ruské reprezentace se vrátil v roce 2011 ve střední váze do 90 kg. V roce 2012 a 2016 se na olympijské hry nekvalifikoval.

### Vítězství na mezinárodních turnajích
- 2013 – 1x světový pohár (Moskva)

## Výsledky
| Turnaj             | 2011         | 2012         | 2013         | 2014         |
| Turnaj             | 25           | 26           | 27           | 28           |
| Turnaj             | střední váha | střední váha | střední váha | střední váha |
| ------------------ | ------------ | ------------ | ------------ | ------------ |
| Olympijské hry     |              | —            |              |              |
| Mistrovství světa  | —            |              | úč.          | —            |
| Mistrovství Evropy | —            | 2.           | —            | —            |